# Podovi (kanton środkowobośniacki)
Podovi – wieś w Bośni i Hercegowinie, w Federacji Bośni i Hercegowiny, w kantonie środkowobośniackim, w gminie Travnik. W 2013 roku liczyła 1076 mieszkańców, z czego większość stanowili Boszniacy.